# لورينزو موريس
لورينزو موريس (بالإنجليزية: Lorenzo Morris)‏ هو سياسي أمريكي، ولد في 14 أغسطس 1817، وتوفي في 2 أكتوبر 1903. نشط حزبياً في الحزب الديمقراطي. وقد انتخب عضو مجلس ولاية نيويورك.